# آووگادرو (نرم‌افزار)
آووگادرو یک ویرایشگر مولکول و طراحی تصویری و چندسکوییاست که در شیمی محاسباتی، مدل‌سازی مولکولی، بیوانفورماتیک، علوم مواد و شاخه‌های مرتبط کاربرد دارد. این نرم‌افزار قابلیت توسعه پذیری با اضافه نمودن افزونه‌های مختلف را دارد.

## ویژگی‌ها

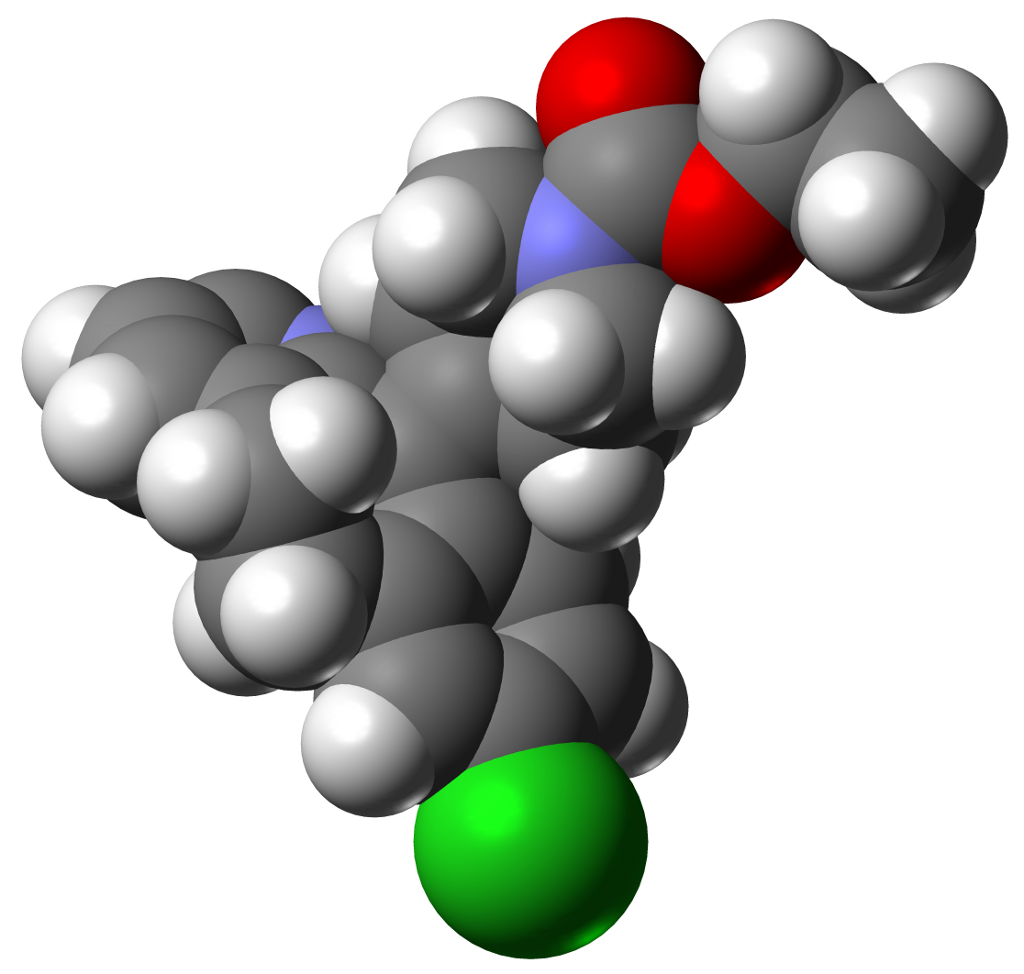
مدل فضاپرکن از لوراتادین که با استفاده از آووگادرو ایجاد شده‌است.

- ویرایشگر مولکول و ساختارساز برای سیستم‌عامل‌های ویندوز، لینوکس، یونیکس و مک‌اواس.
- کد منبع تحت مجوز عمومی GNU (GPL) نسخه ۲ انتشار یافته‌است.
- زبان‌های پشتیبانی شده عبارتند از: چینی، انگلیسی، فرانسوی، آلمانی، ایتالیایی، روسی، اسپانیایی و لهستانی.
- پشتیبانی از رندر و محاسبه چند نخی.
- معماری افزونه برای توسعه دهندگان، از جمله رندر، ابزار تعاملی، دستورها و اسکریپت‌های پایتون.
- پذیرش ورودی بر مبنای استاندار اپن‌بابل، تولید ورودی برای چندین بسته شیمی محاسباتی، بلورشناسی با اشعه ایکس و مولکولهای زیستی.